# ريد غاردن
 ريد غاردن  باليابانية レッド ガーデン هو مسلسل أنمي ياباني من إنتاج شركة غونزو، وتم بثها باليابان في تلفزيون آساهي في 3 أكتوبر 2006,تدور أحداث هذا المسلسل حول أربع فتيات يشاركون في سلسلة جرائم خارقة تحدث في طل أرجاء المدن المجاورة في مدينة نيويورك فهو يجمع بين عناصر إنتاجية أمريكية مثل نموذج الرعب والمسرحيات المسيقية والدراما.

## القصة
حادثة انتحار غريبة حدثت بـ(New York). وأربع فتيات من نفس المدرسة الثانوية. أستيقضن من النوم في اليوم التالي يشعرن بالتعب والدوار وليست لديهم القدرة على تذكر شيء من الليلة السابقة. وفي المدرسة علماً أن واحده من زميلاتهم أنتحرت، فأغلقت المدرسة ليوم واحد. ولقد أرشدهم فراشه الفتيات الأربعة لأحدى الحدائق العامة وكانوا هم القادرون فقد على رؤيتهم. وفجأة امرأة ورجل أخبروهم بأنهم توفوا الليلة السابقة.

## روابط خارجية
- ريد غاردن على موقع IMDb (الإنجليزية)
- ريد غاردن على موقع ميتاكريتيك (الإنجليزية)
- ريد غاردن على موقع ليتربوكسد (الإنجليزية)
- ريد غاردن على موقع كينوبويسك (الروسية)
- ريد غاردن على موقع قاعدة بيانات الفيلم (الإنجليزية)
- ريد غاردن على موقع ANN anime (الإنجليزية)